# Tomáš Kopecký
Tomáš Kopecký (* 5. února 1982, Ilava, Československo) je bývalý slovenský profesionální hokejista, který odehrál bezmála 600 utkání základní části v severoamerické NHL. Je vítězem dvou Stanley Cupů – první získal s Detroitem v roce 2008 a druhý s Chicagem o dva roky později. Od sezóny 2011/12 hrál za klub Florida Panthers. Po návratu ze zámoří nastupoval v sezóně 2015/16 za extraligový klub HC Oceláři Třinec, následující ročník odehrál několik utkání za HK Dukla Trenčín ve slovenské extralize a HC Slovan Bratislava v KHL.

## Reprezentace
Statistiky reprezentace na Mistrovstvích světa a Olympijských hrách:
| Turnaj        | Místo konání                           | Z  | G | A | B  | Umístění         | Soupisky          |
| ------------- | -------------------------------------- | -- | - | - | -- | ---------------- | ----------------- |
| ZOH 2010      | Kanada (Vancouver)                     | 7  | 1 | 0 | 1  | 4. místo         | Soupiska ZOH 2010 |
| MS 2012       | Finsko a Švédsko (Helsinky, Stockholm) | 10 | 5 | 1 | 6  | Stříbrná medaile | Soupiska MS 2012  |
| MS 2013       | Švédsko a Finsko (Stockholm, Helsinky) | 8  | 0 | 2 | 2  | 8. místo         | Soupiska MS 2013  |
| ZOH 2014      | Rusko (Soči)                           | 2  | 0 | 0 | 0  | 11. místo        | Soupiska ZOH 2014 |
| MS 2015 –     | Česko (Praha, Ostrava)                 | 6  | 1 | 1 | 2  | 9. místo         | Soupiska MS 2015  |
| Celkem na MS  |                                        | 24 | 6 | 4 | 10 |                  |                   |
| Celkem na ZOH |                                        | 9  | 1 | 0 | 1  |                  |                   |

## Hrál v těchto mužstvech
- 2000-2001 Cincinnati Mighty Ducks, Lethbridge Hurricanes
- 2001-2002 Cincinnati Mighty Ducks, Lethbridge Hurricanes
- 2002-2003 Grand Rapids Griffins
- 2003-2004 Grand Rapids Griffins
- 2004-2005 Grand Rapids Griffins
- 2005-2006 Detroit Red Wings, Grand Rapids Griffins
- 2006-2007 Detroit Red Wings
- 2007-2008 Detroit Red Wings
- 2008-2009 Detroit Red Wings
- 2009-2010 Chicago Blackhawks
- 2010-2011 Chicago Blackhawks
- 2011-2012 Florida Panthers
- 2012-2013 Florida Panthers
- 2013-2014 Florida Panthers
- 2014-2015 Florida Panthers
- 2015-2016 Florida Panthers, 2015/2016 HC Oceláři Třinec ELH [4]
- 2016/2017 HK Dukla Trenčín, HC Slovan Bratislava KHL